# My Life as a Teenage Robot
My Life as a Teenage Robot, também conhecido como Uma Robô Adolescente no Brasil, é uma série de desenho animado norte-americana criada por Rob Renzetti e produzida pela Nickelodeon, em parceria com a Frederator Studios. Ela foi originalmente exibida nos Estados Unidos pela Nickelodeon no dia 1 de Agosto de 2003  e atualmente, tem cerca de 11 episódios em fase de produção. A série gira em torno de Jenny, o único robô feito no mundo no modelo XJ9. Sua mãe e criadora, Mona Wakeman, utiliza toda a sua experiência científica criando recursos para exterminar os vilões do planeta Terra. Dessa forma, trouxe Jenny à vida e agora tem de lidar com uma filha robô com poderes inigualáveis e que, ainda por cima, está na puberdade.
A série se tornou popular entre o público, embora tenha sido cancelada posteriormente por falta de audiência. Ela tratou de diversos assuntos comuns entre os adolescentes, entre eles: a puberdade, que roupa usar para o baile, relacionamentos amorosos, inveja, etc. A personagem tinha uma grande vontade de se tornar humana, para poder viver como os outros adolescentes, fazendo com que ela tenha uma grande similaridade com o conto Pinóquio, embora não se saiba se o criador da série se inspirou no conto.
No dia 12 de Dezembro de 2011, a série foi lançada em DVD pela Nickelodeon nos Estados Unidos, com as três temporadas completas disponíveis para venda na Amazon.com. No Brasil, não existem planos para lançamento de DVD.
No Brasil, o desenho estreou no dia 4 de Junho de 2004 pela Nickelodeon Brasil, sendo exibido todas as sextas-feiras no horário das 18h30 , e logo depois figurando no horário das 21h00. Em 2006 passou a ser transmitido diariamente, às 13h, até meados de 2007. Exatamente dois anos depois, a Rede Globo começou a exibir a animação a partir do dia 2 de Janeiro de 2006 pela TV Xuxa, junto com a animação da A Pequena Sereia , logo depois indo para a TV Globinho aos sábados e sendo definitivamente substituída por Pokémon.

## Sobre

### Piloto
A série é centrada em  Jenny, único modelo XJ9 do Mundo, criada por Mona Wakeman, uma cientista que vive inventando recursos que possam exterminar os vilões do planeta. A garota vai enfrentar mutantes e monstros governados por leis metafísicas e poderes fantásticos que, às vezes, a tecnologia de Jenny não reconhece. O problema é que além dos superpoderes de Jenny, a Senhora Wakeman tem de lidar com a rebeldia da garota, que tem uma capacidade mental e emocional amadurecida. No meio de vilões e missões impossíveis, Jenny desperta o interesse de Sheldon, um garoto que fará de tudo para chamar sua atenção. O menino vai, inclusive, transformar-se em Silver Shell -O Homem Metálico, identidade que ficará em segredo entre Sheldon e os irmãos Brad e Tuck. Aliás, Brad é o melhor amigo de Jenny e, juntos, os dois vão encarar muitas aventuras. A série mostra a vida da super-heroína e retratar a importância da amizade, além das vontades, potencialidades e obrigações de um adolescente. É claro que não poderia faltar a torcida do contra no seriado. A alegre, corajosa e obstinada Jenny vai encontrar figuras pouco sociáveis na escola. As excêntricas primas Tiff e Brit se posicionarão como inimigas da robô, ao achar que Jenny representa uma ameça para sua popularidade na escola.

### Características
Uma Robô Adolescente mostra como funciona o desenvolvimento da humanidade com tecnologia. Robôs poderosos, com propulsão para voo e transformações mecânicas são governados por cientistas que somente enxergam em sua realidade a ficção científica. Mas Jenny, a robô adolescente, não tem limites com suas ferramentas futuristas e poderes robóticos que nenhum ser humano poderia ter. O conhecimento e os recursos de Mona Wakeman, mãe de Jenny, limitam a ciência dos sofisticados robôs. Sua independência não permite acesso aos atrasos da tecnologia avançada. Jenny tem poderes fantásticos, mas isso é porque Wakeman corre atrás da tecnologia do futuro. Ainda assim, Jenny é um corpo com limites. Mutantes e monstros são governados por leis metafísicas e têm poderes mais do que fantásticos que a tecnologia de Jenny não entende. Jenny também tem traços de uma perfeccionista sem limites e, por este motivo, usa todas as suas armas. Algumas vezes, seu laser de batalha é apropriado contra alguns robôs do Grupo. Ela nunca usaria algo tão poderoso contra um criminoso humano. Apesar disso, Jenny esforça-se para derrotar seus inimigos com o mínimo de danos. É claro que os malfeitores cometem danos e a maioria dos vilões que aparecem na vida de Jenny querem usar de violência, mas sempre de uma forma teatral, porque na verdade querem mesmo é impressioná-la. Até pouco tempo, Jenny havia sido confinada em sua sala enquanto não estava em ação. Essa restrição foi relaxada e agora ela está livre para confraternizar-se com as pessoas, contanto que continue preservando a Terra. Robôs ainda são uma novidade na ciência e robôs sensíveis, como Jenny, ainda são raros. Como qualquer nova tecnologia, os jovens parecem mais confortáveis em volta de uma robô adolescente.

## Produção
Robert Renzetti nasceu no subúrbio de Chicago, em 1967. Graduou-se na Art History from University of Illinois, mas logo voltou para a escola para estudar animação no Columbia College, em Chicago, e depois na CalArts em Valencia, Califórnia. Depois de deixar a CalArts, ele pegou um emprego de verão em Madrid como um animador de Batman: The Animated Series. Ele se mudou de volta para os Estados Unidos para trabalhar para a Hanna-Barbera em Os Dois Cachorros Bobos e O Laboratório de Dexter antes de se mudar para a Nickelodeon para desenvolver suas próprias ideias como parte do Oh Yeah! Cartoons. Na Nickelodeon, ele desenvolveu um piloto chamado "My Neighbor was a Teenage Robot" que foi a base para a série. Depois de atuar em breves trabalhos em Uma Família da Pesada, As Meninas Superpoderosas, e Samurai Jack, Renzetti voltou a Nickelodeon para iniciar a série Uma Robô Adolescente. Renzetti passou dois anos como editor de história para My Little Pony: A Amizade é Mágica antes de se tornar o produtor de Gravity Falls.

### Desenvolvimento
Renzetti fez 11 shorts durante duas temporadas como diretor do Oh Yeah! Cartoons. Entre eles, estava uma série sobre dois personagens chamados Mina e Conde, e que seguiu as aventuras de uma menina indisciplinada e seu melhor amigo morto-vivo. Ele esperava que esses personagens pudessem ter sua própria série, mas a Nickelodeon rejeitou a ideia. Devido a este fato, Fred Seibert Renzetti se encarregou de vir com três novas ideias. Uma deles era sobre uma menina adolescente cujo namorado era um robô. Depois de pensar mais, Renzetti fundiu os dois personagens para criar Jenny, uma robô com a personalidade de uma adolescente.